# Nannaethiops unitaeniatus
Nannaethiops unitaeniatus es una especie de peces de la familia Citharinidae en el orden de los Characiformes.

## Morfología
Los machos pueden llegar alcanzar los 6,2 cm de longitud total.

## Alimentación
Come gusanos, crustáceos e insectos.

## Hábitat
Es un pez de agua dulce y de clima tropical (23 °C-26 °C).

## Distribución geográfica
Se encuentran en África.